# Creepshow 3
Série
Creepshow 2
(1987)
Pour plus de détails, voir Fiche technique et Distribution.
Creepshow 3 est un film américain réalisé par Ana Clavell et James Glenn Dudelson, sorti en 2006.

## Synopsis
Le film est composé de 5 sketches reliés entre eux par certains personnages.
- Alice : Alice se sert d'une télécommande qui fait changer sa famille d'ethnie et la fait évoluer vers sa « vraie forme ».
- The Radio : Jerry achète une nouvelle radio qui lui parle et le persuade de commettre des crimes.
- Call Girl : Rachel est une call-girl qui tue ses clients. Elle se rend chez Victor, un nouveau client.
- The Professor's Wife : Deux anciens étudiants du professeur Dayton lui rendent visite et rencontrent Kathy, sa fiancée. Ils suspectent rapidement que Kathy est un robot.
- Haunted Dog : Le docteur Farwell se distingue par son comportement particulièrement cruel envers ses patients. Il cause involontairement la mort d'un sans-abri qui revient le hanter.

## Fiche technique
- Réalisation : Ana Clavell et James Glenn Dudelson
- Scénario : Ana Clavell (segment Alice), James Glenn Dudelson (segment The Professor's Wife), Scott Frazelle (segment Haunted Dog), Pablo C. Pappano (segment Call Girl), Alex Ugelow (segment The Radio)
- Photographie : James M. Legoy
- Montage : Ana Clavell
- Musique : Chris Anderson
- Société de production : Taurus Entertainment Company
- Pays d'origine :  États-Unis
- Langue originale : anglais
- Format : couleur - 1,85:1 - Dolby Digital
- Genre : Comédie horrifique
- Durée : 110 minutes
- Dates de sortie : 
  -  États-Unis : 24 avril 2006

## Distribution
- Stephanie Pettee : Alice
- Roy Abramsohn : inspecteur Jacobs, le père d'Alice
- A. J. Bowen : Jerry
- Camille Lacey : Rachel
- Ryan Carty : Victor
- Emmet McGuire : le professeur Dayton
- Bo Kresic : Kathy
- Kris Allen : le docteur Farwell

## Accueil
Le film est sorti directement en vidéo en 2006, à l'exception de rares projections aux États-Unis.
Il a reçu un accueil critique très défavorable, obtenant 0% de critiques positives, avec une note moyenne de 2,7/10 et sur la base de 6 critiques collectées, sur le site Rotten Tomatoes. Pour Laurent Duroche, de Mad Movies, le film « cette pantalonnade grotesque accumule les sketches goguenards jusqu'à un segment final en totale roue libre, sorte de mètre étalon de la débilité pelliculée ».